# 서우민
서우민(2000년 3월 20일 ~ )는 대한민국의 축구 선수로, 포지션은 공격수이다. 현재 NK GOSK-두브로브니크 1919 소속이다.